# Барон Арседен
Барон Арседен (англ. Baron Arcedekne) — английский аристократический титул, созданный в 1321 году. Его обладателем стал Томас Арседен, рыцарь из Корнуолла, владевший землями с центром в замке Руан Ланихорн. Томас умер в 1331 году. Его потомков в парламент не вызывали, так что он считается единственным бароном из этой семьи. 
Сын Томаса, сэр Джон Арседен (около 1306—1377), участвовал в Столетней войне, был женат на Сесили Хакомб, наследнице земель в Девоне. Джону наследовали, друг за другом, сыновья Ральф (умер в 1377) и сэр Уорин (умер между 1400 и 1407 годами); последний в 1380 и 1382 годах заседал в парламенте как рыцарь, представлявший Корнуолл. Женившись на наследнице Толботов, Уорин приобрёл земли в шести графствах. Однако он не оставил сыновей, и его владения были разделены между четырьмя дочерьми.